# Jeff Loveness
Jeffrey "Jeff" Loveness (6 de junho de 1989) é um roteirista, produtor de televisão, ator e escritor de histórias em quadrinho estadunidense mais conhecido por seu trabalho em Jimmy Kimmel Live!, Rick and Morty e no futuro filme do Universo Cinematográfico Marvel Homem-Formiga e a Vespa: Quantumania.

## Carreira
Loveness começou sua carreira escrevendo diversos episódios dos programas Jimmy Kimmel Live! e Miracle Workers. Ele mais tarde ganhou notabilidade por escrever quatro episódios para a quarta temporada de Rick and Morty, antes de escrever o primeiro episódio da quinta temporada em junho de 2021. Pouco depois, ele foi contratado pela Marvel Studios para escrever o roteiro de Homem-Formiga e a Vespa: Quantumania. Em dezembro de 2020, Loveness revelou que havia entregue o primeiro rascunho do roteiro, e disse que a Marvel tinha usado o intervalo da pandemia de COVID-19 para "fazer algo novo e estranho" com o filme.
Em março de 2015, Loveness escreveu uma série de histórias em quadrinho focada no personagem Groot da Marvel Comics, em parceria com o artista Brian Kesinger. Em maio de 2017, ele escreveu diversas edições de histórias em quadrinho focadas em outros personagens da Marvel, incluindo Nova e o Homem-Aranha.

## Filmografia
| Ano     | Título                               | Creditado como | Creditado como | Creditado como | Notas            |
| Ano     | Título                               | Escritor       | Produtor       | Ator           | Notas            |
| ------- | ------------------------------------ | -------------- | -------------- | -------------- | ---------------- |
| 2010    | The Office                           | Não            | Não            | Sim            | Um episódio      |
| 2010–11 | Onion News Network                   | Sim            | Não            | Não            | Quatro episódios |
| 2011–16 | Jimmy Kimmel Live!                   | Sim            | Não            | Sim            | 238 episódios    |
| 2012    | White House Correspondents' Dinner   | Sim            | Não            | Não            | Especial de TV   |
| 2012    | Prémios Emmy do Primetime de 2012    | Sim            | Não            | Não            | Especial de TV   |
| 2016    | Prémios Emmy do Primetime de 2016    | Sim            | Não            | Não            | Especial de TV   |
| 2017    | 89th Academy Awards                  | Sim            | Não            | Não            | Especial de TV   |
| 2019    | Miracle Workers                      | Sim            | Não            | Não            | Um episódio      |
| 2019–21 | Rick and Morty                       | Sim            | Sim            | Não            | Cinco episódios  |
| 2023    | Homem-Formiga e a Vespa: Quantumania | Sim            | Não            | Não            | Em filmagem      |

## Prêmios
| Prêmio                    | Data da cerimônia      | Categoria                                 | Série                                      | Resultado | Ref.   |
| ------------------------- | ---------------------- | ----------------------------------------- | ------------------------------------------ | --------- | ------ |
| Prémios Emmy do Primetime | 22 de setembro de 2013 | Melhor roteiro de uma série de variedades | Jimmy Kimmel Live!                         | Indicado  | [ 16 ] |
| Prémios Emmy do Primetime | 19 de setembro de 2020 | Melhor programa de animação               | Rick and Morty ("The Vat of Acid Episode") | Venceu    | [ 17 ] |

### Marvel Comics
- Groot (2015)[9]
- Nova (2017)[11]
- Homem-Aranha (2017)[10]